# Termessa diplographa
Espèce
Termessa diplographa est une espèce de lépidoptères (papillons) de la famille des Erebidae et de la sous-famille des Arctiinae. Elle est endémique d'Australie.